# 夏灼きたまご
「夏灼きたまご」（なつやきたまご）は渡辺美里の楽曲で、2001年7月18日にEPIC・ソニー（現・エピックレコードジャパン）より発売された39枚目のシングル。

## 解説
- 前作「荒ぶる胸のシンバル鳴らせ」から、およそ1年ぶりのリリースとなるシングル。[2]
- 久々にタイアップ無しでのリリースとなった。
- 渡辺にとって16回目となる2001年西武ドームコンサート[3]開催の直前に発売された。

## 収録曲
全編曲：有賀啓雄
1. 夏灼きたまご
作詞：チェリー☆ボンボン　作曲：佐橋佳幸・渡辺美里
2. truth 　
作詞：渡辺美里　作曲：染谷俊

## 収録アルバム
- 『ソレイユ』 ※ 夏灼きたまご (#6)
- 『ソレイユ』 ※ truth (#3)
- 『M・Renaissance〜エム・ルネサンス〜』 ※ 夏灼きたまご (Disc.2 #12)
- 『25th Anniversary Misato Watanabe Complete Single Collection〜Song is Beautiful〜』 ※ 夏灼きたまご (Disc.3 #12)